# Großer Kureika-Wasserfall
Der Große Kureika-Wasserfall (russisch Большой Курейский водопад Bolschoi Kureiski wodopad) ist ein Wasserfall am Fluss Kureika im Putorana-Gebirge in der Region Krasnojarsk, Russland. Er liegt 7 km vor dem Zusammenfluss von Kureika und Jaktali und zirka 16 km unterhalb des Zusammenflusses von Kureika und Njadikan. Der Große Kureika-Wasserfall ist mit einem Wasserdurchfluss von 300 bis 1000 m³/s je nach Jahreszeit der wasserreichste Wasserfall Russlands. Seine gewundenen Stufen aus Basalt sind von einem alten Lavastrom geschaffen worden. Die Höhe des Wasserfalls liegt zwischen 13 und 17 m.

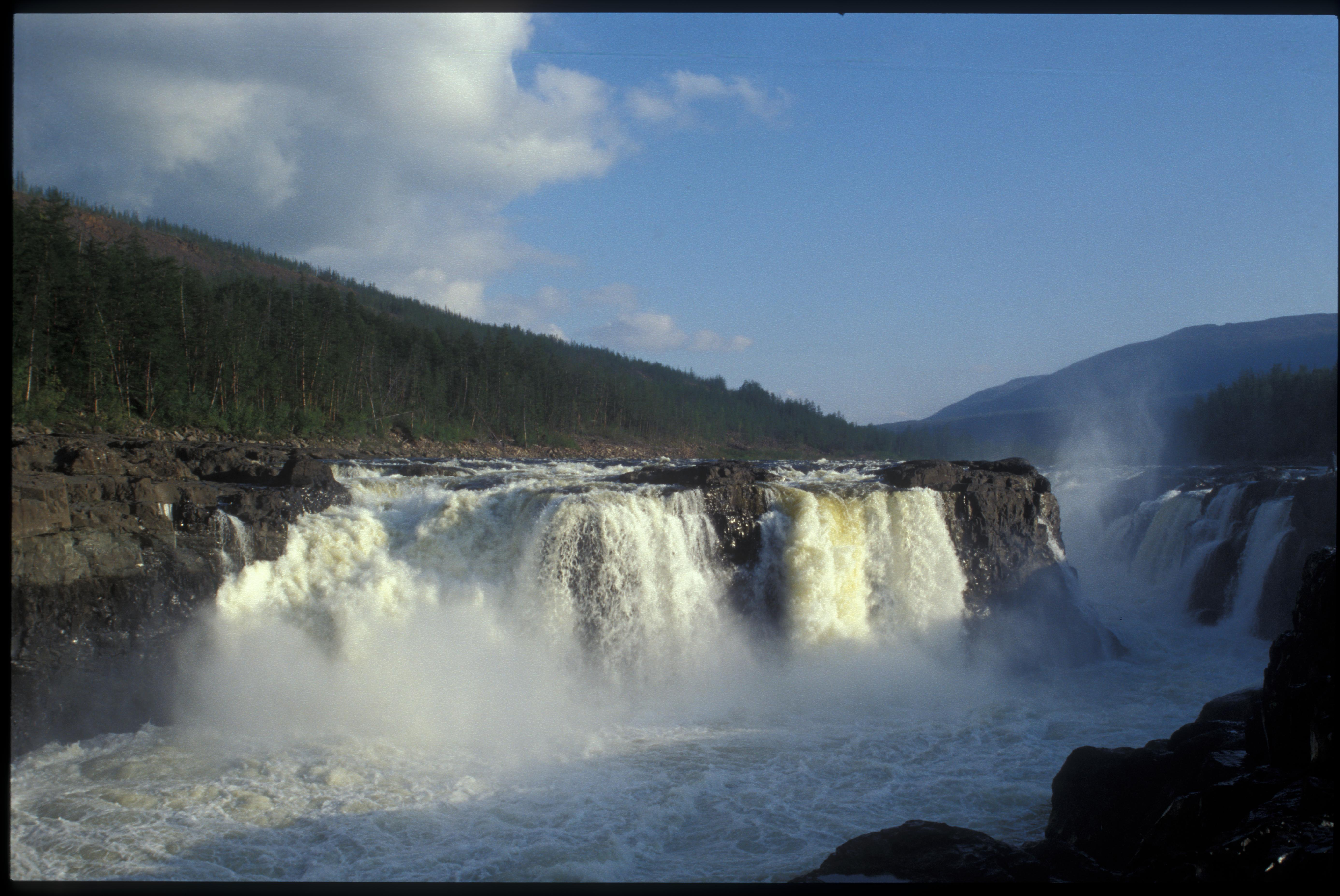
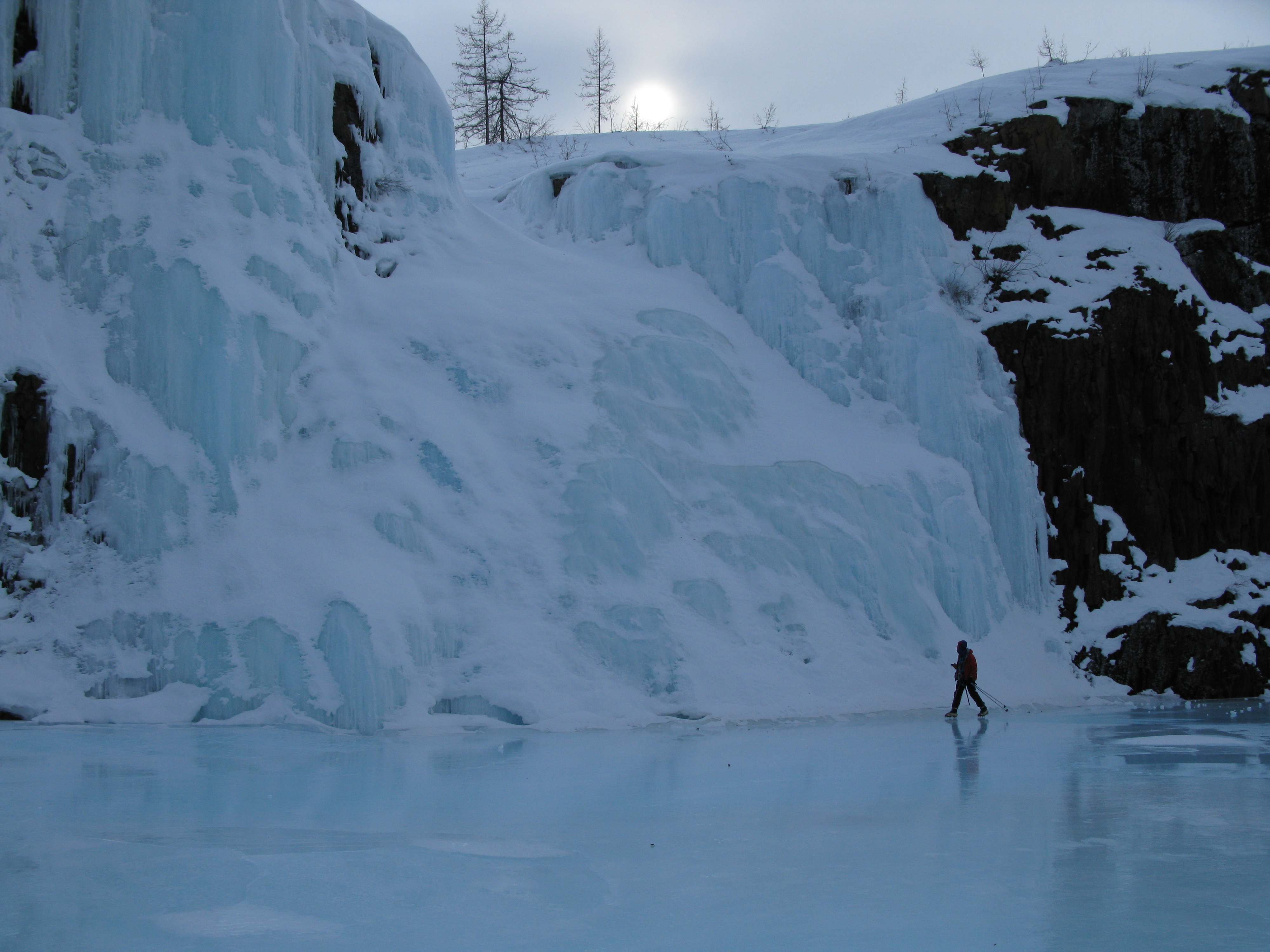
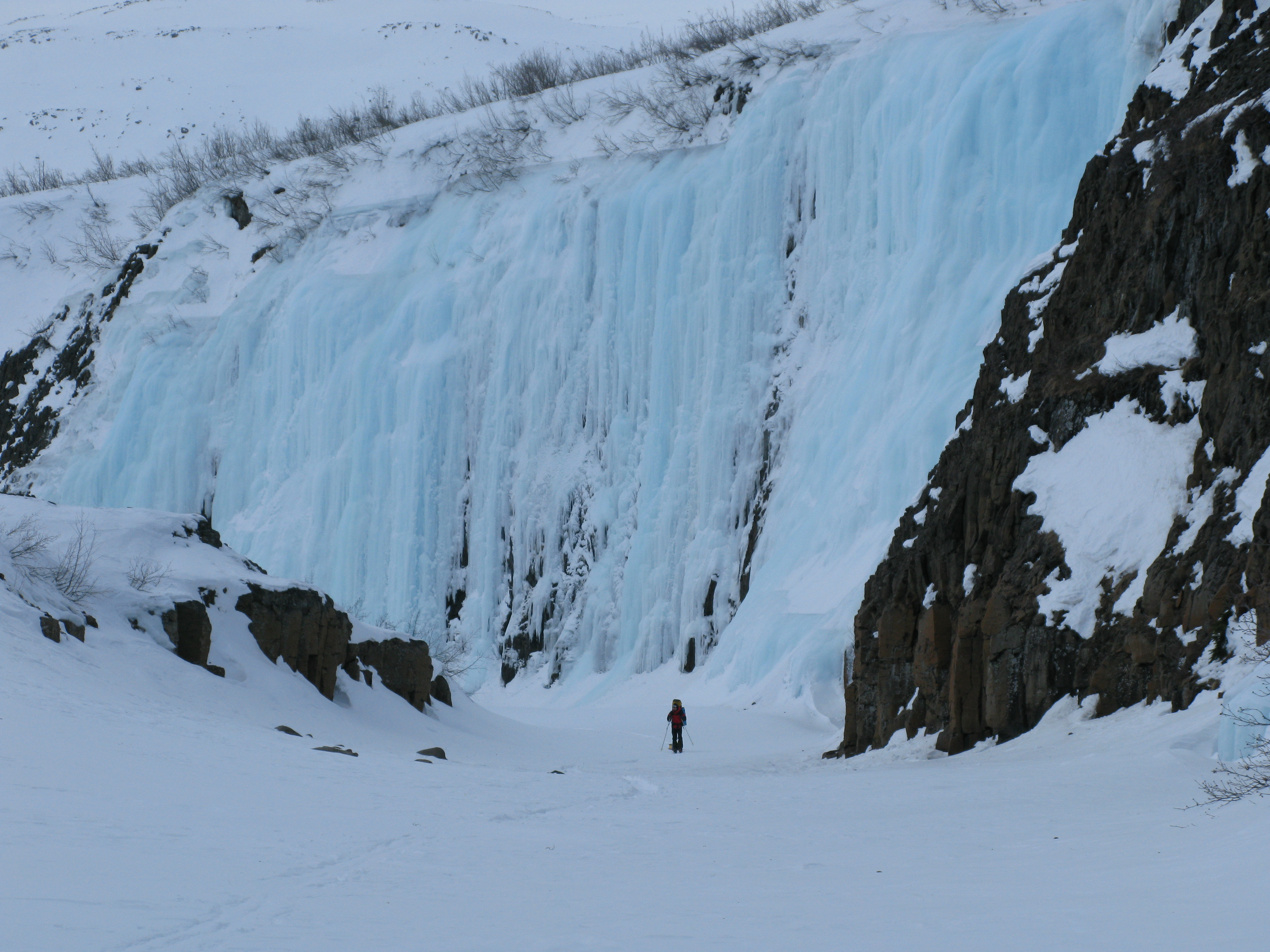